# پارنل (میزوری)
پارنل (به انگلیسی: Parnell) یک شهر در ایالات متحده آمریکا است که در شهرستان نوداوای، میزوری واقع شده‌است. پارنل ۰٫۷۵ کیلومتر مربع مساحت و ۱۹۱ نفر جمعیت دارد و ۳۱۴ متر بالاتر از سطح دریا واقع شده‌است.